# Janko Šopov
Janko Marinov Šopov (* 9. srpna 1954) je bývalý bulharský zápasník – klasik.

## Sportovní kariéra
Připravoval se v Sofii v klubu Levski-Spartak. Specializoval se na řecko-římský (klasický) styl. V bulharské mužské reprezentaci se pohyboval od poloviny sedmdesátých let dvacátého století ve váze do 74 kg. V roce 1976 startoval jako úřadující mistr Evropy na olympijských hrách v Montréalu. Po úvodní výhře nad Maďarem Mihály Tomou zaváhal v dalším kole se západním Němcem Karl-Heinzem Helbingem. Ve třetím kole byl z turnaje vyřazen dosažením maxima klasifikačních bodů po prohře s Čechoslovákem Vítězslavem Máchou.
V roce 1980 startoval na olympijských hrách v Moskvě jako úřadující mistr světa. Ve třetím kole prohrál těsně 2:3 na body s Maďarem Ferencem Kocsisem. Ve čtvrtém kole se ještě v turnaji zachránil vítězstvím nad Čechoslovákem Máchou, ale v pátem kole dosáhl maxima klasifikaních bodů po porážce od Sověta Anatolije Bykova a obsadil konečné 4. místo. Sportovní kariéru ukončil v polovině osmdesátých let. Věnuje se trenérské práci.

## Výsledky
| Turnaj             | 1974 | 1975 | 1976 | 1977 | 1978 | 1979 | 1980 | 1981 | 1982 |
| Turnaj             | 20   | 21   | 22   | 23   | 24   | 25   | 26   | 27   | 28   |
| Turnaj             | -74  | -74  | -74  | -74  | -74  | -74  | -74  | -74  | -74  |
| ------------------ | ---- | ---- | ---- | ---- | ---- | ---- | ---- | ---- | ---- |
| Olympijské hry     |      |      | úč.  |      |      |      | 4.   |      |      |
| Mistrovství světa  | —    | 2.   |      | 2.   | 5.   | 1.   |      | 6.   | —    |
| Mistrovství Evropy | —    | —    | 1.   | 3.   | 3.   | —    | —    | —    | 6.   |
| ME nadějí          | 1.   |      |      |      |      |      |      |      |      |